# Królowa dziewica (film 1955)
Królowa dziewica (ang. The Virgin Queen) – amerykański film z 1955 roku w reżyserii Henry’ego Kostera.

## Nagrody i nominacje
| Nazwa nagrody | Wygrane            | Nominacje                                                            |
| ------------- | ------------------ | -------------------------------------------------------------------- |
| Oscar         | 1956 bez rezultatu | 1956 Najlepsze kostiumy - filmy kolorowe Charles LeMaire, Mary Wills |